# François Denhaut
François Victor Denhaut (Peyrudes, 4 ottobre 1877 – Bellegarde-en-Marche, 2 aprile 1952) è stato un ingegnere e aviatore francese, considerato l'inventore dell'idrovolante a scafo centrale.

## Biografia
Nacque a Peyrudes,  comune di Champagnat, cantone di Bellegarde-en-Marche nel dipartimento della Creuse il 4 ottobre 1877, figlio di André e  Anne Cannier. Completò il suo percorso scolastico, e appassionato di ciclismo, fu campione del Cantal dal 1895 al 1900. Appassionatosi giovanissimo alla meccanica, fece pratica sulla sua bicicletta, e nel 1897 fu arruolato a Guéret nell'Armée de terre assegnato ai servizi ausiliari.  L'8 agosto 1902 a Champagnat sposò la signorina Marie Louise Adeline Cabournauddalla quale ebbe tre figli: Marcel Antoine Félicien, Germaine Marie Octavie Antoinette e René Victor François Xavier. Dal 1902 al 1905 visse con la moglie in rue du 14 Juillet ad Aurillac nel Cantal, dove nacque il loro primo figlio. Divenne imprenditore di lavori pubblici e realizzò opere utilizzando il cemento armato, ancora poco diffuso nella regione. Costruì una diga sul Tardes vicino a Chambon-sur-Voueize e costruì in cemento armato l'albergo dei cantonieri in rue de Fusillés ad Aubusson e varie altre opere. Nel 1907, dopo aver appreso dei voli in deltaplano effettuati da Gabriel Voisin e dal capitano Ferdinand Ferber, dal libro Pas à pas, saut à saut, vol à vol si appassionò al mondo dell'aviazione e costruì diversi alianti sui quali si cimentò ad effettuare alcuni voli. Si trovava ancora nella Creuse, nel 1908, quando iniziò a lavorare, con l'aiuto del meccanico Bouyer, su un biplano ispirato all'aereo dei fratelli Orville e Wilbur Wright. Non riuscendo a disporre di un motore Antoinette, si costruì da solo un propulsore da 20 CV del peso di 200 kg provandolo, senza molto successo, ad Autun nella Saône-et-Loire. Abbandonando la costruzione in stile americano, decise di costruire un nuovo aereo secondo i piani da lui realizzati. Ottenne l'aiuto finanziario di Frédéric Danton,  un produttore di arazzi di Aubusson, e costruì un "biposto da corsa" con l'aiuto di un ex collaboratore di Clément Ader, Luigi Espinosa. Il "Danton" fu completato nel 1910 e volò in quello stesso anno a Juvisy nell'Essonne. Dotato di un motore Lemasson da 35 CV e una configurazione alare biplana con le ali spostate verso la parte posteriore, questo primo esemplare fu subito venduto. Seguirono altri due apparecchi, venduti al prezzo di 30.000 franchi ciascuno. Nel 1911 egli vendette le sue quote a Danton, e divenne capo pilota della scuola di volo che Pierre Levasseur aveva appena creato a Port Aviation, sul sito di Juvisy. Conseguì il brevetto di pilota n. 690 il 9 dicembre 1911, volando su un biplano Fernandez. Nel corso del 1911 aveva elaborato dei progetti specifici per un idrovolante dotato di uno scafo resistente agli urti del contatto con l'acqua e decise di costruire un prototipo che fu completato nel febbraio 1912. L'apparecchio aveva uno scafo di forma triangolare, con la punta nella parte inferiore provvista di due pinne sotto l'estrema parte anteriore. Il motore era uno Gnome Omega prelevato da un Blériot XI da lungo tempo sotto un hangar a Issy-les-Moulineaux ed appartenente ad un giovane ingegnere svizzero, Jérôme Donnet. Le prove a terra dell'idrovolante furono soddisfacenti mentre egli andò a lavorare per gli stabilimenti Hydravions Jérôme Donnet la cui sede era al 57 di rue de Villiers a Levallois nell'Hauts-de-Seine mentre i laboratori, al 13 di boulevard de Levallois si estendevano fino all'Île de la Jatte.
All'epoca ricevette la visita di Robert Duhamel, giovane progettista navale del cantiere Despujols-Tellier che, preoccupato per le difficoltà incontrate durante i decolli e gli ammaraggi suggerì l'adozione di un fondo piatto e di un redan posto davanti al centro di gravità, per evitare attriti e risucchi da parte dell'acqua. Tuttavia, lo scafo, già completato, non poteva più essere modificato e il 10 marzo 1912 l'idrovolante Denhaut Type A decollò dal Port-Aviation per tentare il suo primo ammaraggio: fu un disastro. Egli riuscì ad uscire dall'abitacolo e a salire su una barca, mentre il rimorchio verso la riva finisce per distruggere l'aereo, già gravemente danneggiato dal capottamento. Donnet non poteva più fornirgli assistenza finanziaria, ma egli era deciso a ricostruire il suo aereo, questa volta con un fondo piatto e un redan (gradino) sotto la parte anteriore dello scafo. Il lavoro di riparazione e ricostruzione dell'aereo venne svolto volontariamente dai lavoratori di Lavasseur. Il signor Theroud, direttore di Port-Aviation, lo mise in contatto con Henri Levêque, costruttore di motori automobilistici, interessato ai tentativi del progettista di idrovolanti e che era presente alle prime prove di questo secondo aereo, designato Type B. Decollato da Juvisy il 13 aprile 1912, equipaggiato con un carrello di atterraggio, per raggiungere la terraferma sulle rive della Senna. Essendo le sponde bagnate, il carrello lasciò li le ruote, facilitando il decollo e l'aereo effettuò una successione di decolli e atterraggi perfettamente eseguiti. La notizia del suo successo si diffuse immediatamente e si è registrato un primo ordine. I piloti inglesi erano interessati, e Thomas Sopwith arrivò a vedere la macchina, si fece spiegare la manovra, si mise ai comandi ed eseguì un ardito passaggio sotto un arco del ponte di Juvisy.
Qualche tempo dopo il Royal Naval Air Service britannico acquistò un esemplare, sebbene le autorità francesi fossero riluttanti a concedere il permesso per l'esportazione. Nel frattempo Donnet firmò un contratto con Levêque che collocava Denhaut al grado di subordinato concedendogli come compenso per la sua invenzione, un bonus mensile di 400 franchi, che verrà aumentato a 500 franchi dopo il primo volo di durata superiore a cinque minuti. Da parte sua era sotto contratto temporaneo con la Morane-Saulnier, dove stava realizzando un nuovo idrovolante dotato di motore Anzani, con tutti i comandi di volo riuniti in un unico volante. L'aereo fu pilotato da Robert Morane e poi da Marcel Brindejonc de Moulinais ma il suo sviluppo fu abbandonato e il velivolo fu acquistato da Alexandre Anzani che voleva recuperare il suo motore. Il Morane-Saulnier Denhaut, pilotato da Pierre Diventain, volò nuovamente, in particolare a Cherbourg nella Manica dove fu acquistato da Gabriel Borel, direttore degli Aéroplanes Borel che, affascinato dall'iniziativa di Denhaut, volle assumerlo come vicedirettore. Il 26 settembre decollò con l'aereo, e dopo aver percorso 300 m a una quota di 50 m, impostò una virata per ritornare indietro ma l'idrovolante si inclinò e precipitò al suolo distruggendosi. Il pilota rimase incolume.
Nel 1913 costruì, tra altri aerei, il "Paris-Deauville" alla quale partecipò alla omonima corsa aerea alla quale parteciparono anche due Levêque da lui precedentemente progettati. La mancanza di ordini da parte di una clientela privata più attratta dall'aviazione terrestre costrinse lui e Borel a separarsi. Nel giugno 1914 andò a lavorare come impiegato presso gli stabilimenti aeronautici Ambroise Goupy di Issy-les-Moulineaux dove costruì un nuovo aereo i cui collaudi furono interrotti dall'inizio delle ostilità con la Germania. Nel 1915 si arruolò volontario come pilota aviatore entrando nella riserva a Digione, dove si ritrovò meccanico di terra, grazie a un aiutante che giudicò privo di valore il suo brevetto e, poco dopo, fu rimandato nelle retrovie. Si unì a Jérôme Donnet e con lui fondò gli stabilimenti aeronautici Donnet-Denhaut, siti in 13 boulevard de Levallois, a Neuilly-sur-Seine. Durante la guerra la fabbrica produsse una decina di prototipi e più di mille idrovolanti di serie.
Nonostante un laborioso sviluppo furono ordinati 400 unità del Donnet-Denhaut DD-2. La Marine nationale ordinò anche 30 idrovolanti bimotori Donnet-Denhaut  DD-10 da 400 cavalli (2 Hispano-Suiza da 200 hp), ma non si fece in tempo a completarli prima della fine della guerra. Alla fine del 1918 lui e Jérôme Donnet si separarono nuovamente. Realizzò poi un aliante biposto. Dal 6 al 24 agosto 1922, nel campo d'aviazione Mouillard situato a Puy-de-Combegrasse, vicino a Clermont-Ferrand, sotto l'egida dell'Association Française Aérienne (AFA), dell'Aeroclub dell'Auvergne e del quotidiano Les Ailes, si svolse la prima competizione francese di volo a vela. Dei 50 alianti iscritti a questo "Experimental Motorless Aviation Congress", solo 34 raggiunsero Combegrasse e una ventina poterono andare in volo. Il suo aliante era un biplano la cui ala era derivata dal suo BD 22 e le cui ruote erano state sostituite da pattini, ma il velivolo era troppo pesante e il 16 agosto 1922 decollò con difficoltà e si schiantò ai piedi dell'altopiano, ferendo il suo pilota ventottenne, Adrien Fétu, che morì il giorno successivo.
Assunto come direttore tecnico del reparto idrovolanti della Société Anonyme des Automobiles Bellanger Frères con sede a Neuilly, nell'Hauts-de-Seine,  che costruiva e continuava a produrre i Breguet Bre 14, dopo alcuni esperimenti infruttuosi, ed appena insignito della Croce di Cavaliere della Legion d'onore, progettò un idrovolante bimotore a triposto, designato Bellanger-Denhaut BD-22. Nel 1923 partecipò alla crociera aerea nel Mediterraneo e al concorso indetto dalla Marina per idrovolanti a scafo. Il primo di questi eventi, organizzato dall'Aéro-Club de France, inizierà a Saint Raphaël nel Var il 1° settembre, dopo le qualificazioni del 25 agosto. La Marina ordinò 5 esemplari del BD 22, noto nell'aviazione marittima come Bellanger-Denhaut HB 3. Nel 1925,  lasciò l'azienda Bellanger, e desideroso di costruire un nuovo idrovolante, contattò Paul- Louis Richard, che aveva appena costituito France-Aviation, dieci centri di addestramento per piloti civili mobilitabili fondati nel 1923 e che sono meglio conosciuti con il nome di Centri Richard. Il nuovo idrovolante HY-479 studiato e costruito da lui è un velivolo per la sorveglianza costiera destinato a sostituire i Blanchard e i Latham allora in servizio. Allo stesso tempo Richard cedette la concessione dei suoi centri alla società Morane-Saulnier, scelta per la sua vasta esperienza nell'addestramento degli aerei, e che ottenne l'approvazione del Ministero dell'Aeronautica. Portando con sé il suo collega di France-Aviation, l'ingegnere Terquem, entrò nelle officine Villiers di Meudon nell'Hauts-de-Seine, dove ricoprì la carica di direttore della produzione. Trovò in François Villiers una passione per gli idrovolanti almeno pari alla sua e insieme iniziarono a lavorare su quattro prototipi, il Vil 23, 26, 26 bis e 320. Il mercato statale del Vil 320, anfibio postale a scafo centrale, era terminato, le sue prestazioni furono considerate insufficienti rispetto agli altri velivoli presentati. Dopo la chiusura delle officine Villiers era alla ricerca di un lavoro quando, nel 1932, incontrò Albert Caquot, direttore tecnico generale del Ministero dell'Aeronautica, che gli chiese di studiare un idrovolante trimotore da ricognizione e aerosiluramento come parte del programma della Marina. Tuttavia, nel 1933, lo Stato adottò nuove misure sul finanziamento dei prototipi con l'anticipo concesso sostituito da un bonus non superiore alla metà delle spese sostenute durante lo studio e la realizzazione dei prototipi, e concesso solo ai velivoli che rispettavano le condizioni imposte.
Non avendo un patrimonio personale che gli permettesse di costruire da solo questo idrovolante a tre motori, i cui progetti erano già stati presentati, ormai senza finanziatori, abbandonò ogni idea di costruire aerei. Nella sua villa di Neuilly continuò a progettare ogni sorta di aerei, dagli anfibi da turismo a velivoli da trasporto passeggeri transatlantici. Si spense il 12 aprile 1952 al civico 1 di rue de l'Étang a Bellegarde-en-Marche, e la salma fu poi tumulata nel cimitero di Bosroger. Nel 2000 il comune di Aubusson rinominò una sala polivalente con il nome di François Denhaut.